# Filipe Néri
Filipe Rômulo Néri (em italiano: Filippo Romolo Neri; Florença, 21 de julho de 1515 – 26 de maio de 1595), comumente conhecido como São Filipe Néri, também conhecido pelos cognomes de «O Apóstolo de Roma» (em latim: Romæ apostolus) e «O Santo da Alegria» (em italiano: Il santo della gioia), foi um padre e santo católico.
Filho de Francesco e Lucrezia Neri, que faleceu quando Filipe ainda era criança, teve duas irmãs menores, Caterina, Elisabetta, e um irmão que morreu ainda muito pequeno.
Seu pai, que alternava a profissão liberal com a de notário, tinha grande amizade com os dominicanos, e os frades do Mosteiro de São Marcos seriam os que receberiam Filipe Néri para muitos de seus ensinamentos religiosos.
Filipe estudou humanidades e aos dezesseis anos foi enviado a ajudar nos negócios um primo de seu pai em San Germano, próximo de Monte Cassino. Não raro, se retirava para orar numa pequena capela na montanha, que pertencia aos beneditinos do Monte Cassino. Aqui definiu sua vocação, e decidiu ir a Roma em 1533. De personalidade muito alegre e brincalhona, ficou conhecido como o Santo da Alegria, devido à sua famosa frase: "Longe de mim o pecado e a tristeza!"

## Início da vida
Filipe era filho de Francesco di Neri, advogado, e sua esposa Lucrezia da Mosciano, cuja família era nobre no serviço ao estado. Ele foi cuidadosamente educado e recebeu seus primeiros ensinamentos dos frades de San Marco, o famoso mosteiro dominicano em Florença. Mais tarde, ele estava acostumado a atribuir a maior parte de seu progresso ao ensino de dois deles, Zenobio de 'Medici e Servanzio Mini.
Em 1520, Filipe Neri perdeu a mãe. Assim, o pai decidiu se casar novamente com Alessandra di Michele Lensi que, depois de se juntar à família Neri, gostava muito dos filhos de seu marido. Filipe recebeu sua primeira educação na família, mais tarde foi enviado para estudar com um certo mestre Clemente e começou a frequentar o convento de San Marco evangelista em Florença, uma vez sob a direção do frade dominicano Girolamo Savonarola.
Uma anedota, muito querida pelos biógrafos do santo, conta como, aos oito anos, brigou com a irmã, que o perturbara em um momento de reflexão, e a jogou da escada. Algum tempo depois, quase como retaliação, vendo um burro carregado de frutas parando para comer grama de um prado, ele queria pular de costas para montá-lo, mas a besta, assim que se sentou, começou a se mover de maneira muito agitada, até a criança caiu em um poço muito profundo. Os pais de Filipe correram para ajudá-lo, com certeza encontrando seu filho morrendo; o pequeno Filipe, por outro lado, não sofrera uma única ferida.
Aos 18 anos, Filipe foi enviado a seu tio, Romolo, um rico comerciante em San Germano, uma cidade napolitana perto da base de Monte Cassino, para ajudá-lo em seus negócios e com a esperança de que ele pudesse herdar a fortuna de seu tio. Ele ganhou a confiança e o carinho de Romolo, mas logo depois de chegar a San Germano Filipe teve uma conversão religiosa. A partir de então, ele não se importava mais com as coisas do mundo e decidiu em 1533 morar em Roma.

## Fundação do Oratório

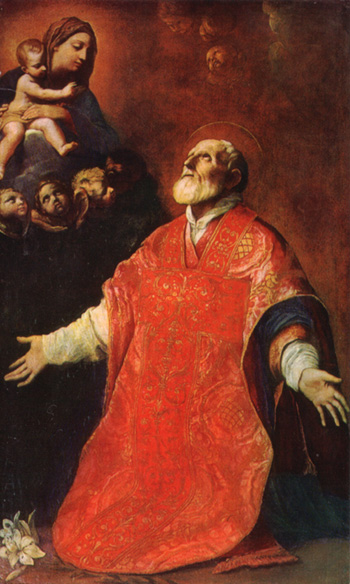
São Filipe Néri em uma pintura de Guido Reni.

### Trabalho da missão
Depois de chegar a Roma, Filipe tornou-se um tutor na casa de um aristocrata florentino chamado Galeotto Caccia. Depois de dois anos, ele começou a seguir seus próprios estudos (por um período de três anos), sob a orientação dos agostinianos. Depois disso, ele iniciou aqueles trabalhos entre doentes e pobres que, mais tarde na vida, lhe renderam o título de "apóstolo de Roma". Ele também ministrou às prostitutas da cidade. Em 1538, iniciou o trabalho missionário doméstico pelo qual se tornou famoso, viajando por toda a cidade, buscando oportunidades de conversar com as pessoas e levando-as a considerar os tópicos que ele colocou diante deles. Por dezessete anos, Filipe viveu como leigo em Roma, provavelmente sem pensar em se tornar padre. Por volta de 1544, ele conheceu Inácio de Loyola. Muitos dos discípulos de Filipe encontraram suas vocações na Sociedade infantil de Jesus.

### Confraria da Santíssima Trindade
Em 1548, junto com seu confessor Persiano Rossa, Filipe fundou a Confraria da Santíssima Trindade de Peregrinos e Convalescentes, cujo objetivo principal era atender às necessidades dos milhares de peregrinos pobres que se reuniram em Roma, especialmente nos anos do jubileu, e também para aliviar os pacientes que receberam alta dos hospitais, mas que ainda eram fracos demais para o trabalho. Os membros se reuniram para orar na Igreja de San Salvatore, em Campo, onde a devoção das quarenta horas de exposição do Santíssimo Sacramento foi introduzido pela primeira vez em Roma.

### O Oratório

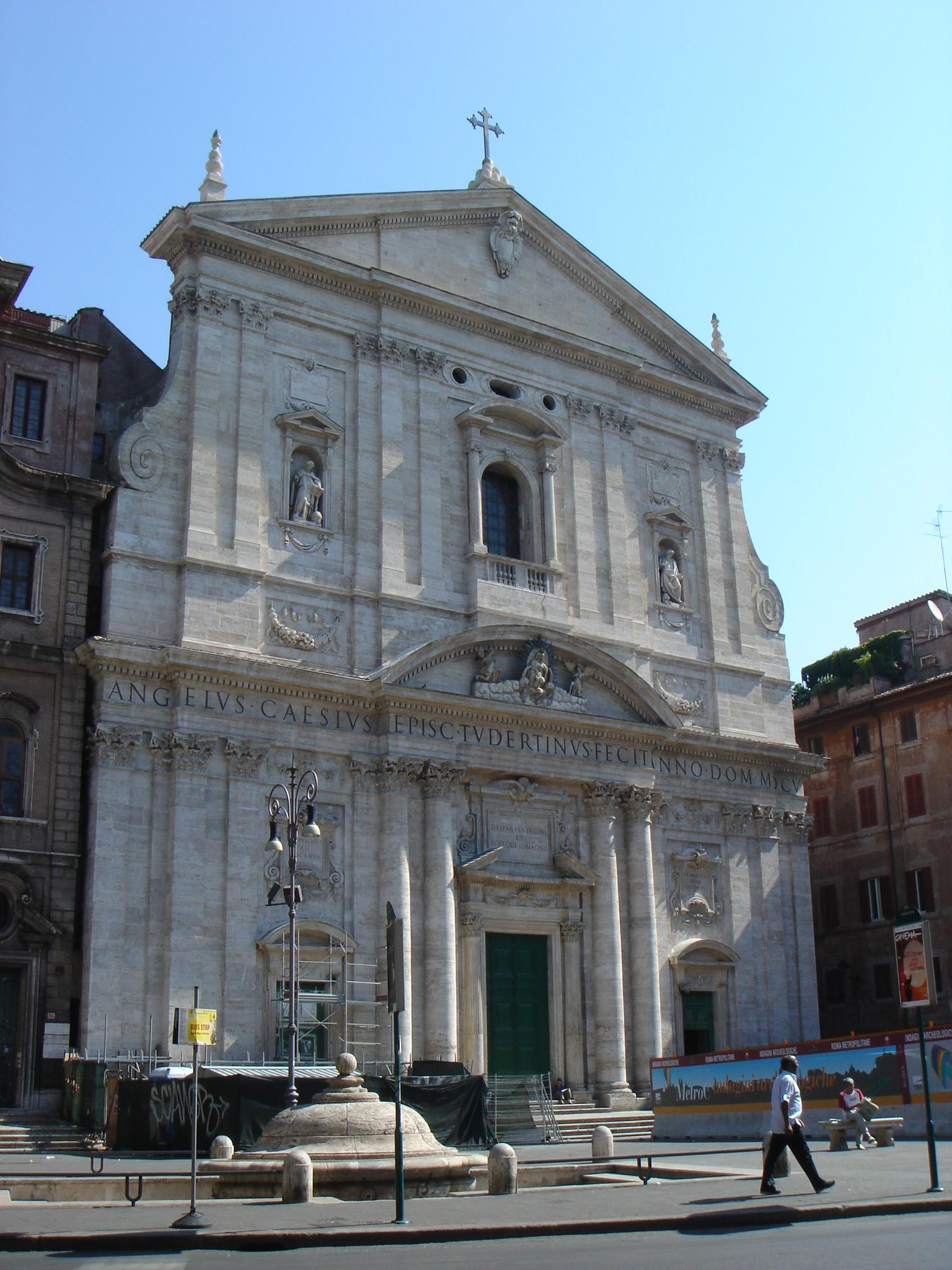
Santa Maria em Vallicella, sede da Congregação do Oratório.

Em 1551, Filipe recebeu todas as ordens menores e foi ordenado diácono e finalmente sacerdote (em 23 de maio). Ele pensou em ir para a Índia como missionário, mas foi dissuadido por seus amigos que viram que havia muito trabalho a ser feito em Roma. Assim, ele se estabeleceu, com alguns companheiros, no Hospital de San Girolamo della Carità e, enquanto tentativamente começou, em 1556, o instituto com o qual seu nome está mais ligado, o do oratório. O esquema, a princípio, não passava de uma série de reuniões noturnas em um salão (o Oratório), no qual havia orações, hinos e leituras das Escrituras, dos padres da igreja e da Martirologia, seguido por uma palestra ou discussão de alguma questão religiosa proposta para consideração. As seleções musicais (cenários de cenas da história sagrada) foram chamadas de oratórios. Giovanni Palestrina foi um dos seguidores de Filipe e compôs música para os serviços. O programa se desenvolveu, e os membros da sociedade empreenderam vários tipos de trabalho missionário em Roma, principalmente a pregação de sermões em diferentes igrejas todas as noites, uma ideia completamente nova na época. Ele também passou grande parte do tempo ouvindo confissões e efetuando muitas conversões dessa maneira.
Filipe às vezes conduzia "excursões" a outras igrejas, muitas vezes com música e um piquenique a caminho. Em 1553, Neri começou a tradição de fazer uma peregrinação de um dia a sete igrejas, começando na Basílica de São Pedro e terminando na Basílica de Santa Maria Maggiore. Ele e alguns amigos se reuniam antes do amanhecer e partiam em sua "caminhada pelas sete igrejas". A rua que liga a Basílica de São Paulo Fora dos Muros a San Sebastiano fuori le mura ainda é chamada de "Via delle Sette Chiese". Essas peregrinações foram projetadas para ser um contraponto ao comportamento estridente do Carnaval. As caminhadas tornaram-se muito populares e começaram a atrair outros.
Em 1564, os florentinos solicitaram que Filipe deixasse San Girolamo para supervisionar sua igreja recém-construída em Roma, San Giovanni dei Fiorentini. Ele inicialmente relutou, mas, com o consentimento do Papa Pio IV, aceitou, permanecendo no comando de San Girolamo, onde os exercícios do oratório eram mantidos. Naquela época, a nova sociedade incluía entre seus membros César Baronius, o historiador eclesiástico Francesco Maria Tarugi, depois o arcebispo de Avignon, e Ottavio Paravicini, os três que posteriormente eram cardeais, e também Gallonius (Antonio Gallonio, autor de trabalho conhecido sobre os sofrimentos dos mártires), Ancina, Bordoni e outros homens de habilidade e distinção. Em 1574, os florentinos construíram um grande oratório ou sala de missão para a sociedade, próximo a San Giovanni, para poupar o cansaço da jornada diária e proporcionar um local de reunião mais conveniente, e a sede foi transferida para lá.
À medida que a comunidade crescia e seu trabalho missionário se estendia, a necessidade de uma igreja inteiramente própria se fez sentir, e a pequena igreja paroquial de Santa Maria em Vallicella, convenientemente situada no meio de Roma, foi oferecida e aceita. O edifício, no entanto, não é grande o suficiente para o seu propósito, foi demolido e uma esplêndida igreja foi erguida no local. Foi imediatamente após tomar posse de seus novos aposentos que Filipe organizou formalmente, sob permissão de uma bula papal de 15 de julho de 1575, uma comunidade de padres seculares, denominada Congregação do Oratório. A nova igreja foi consagrada no início de 1577, e o clero da nova sociedade renunciou ao mesmo tempo ao cargo de San Giovanni dei Fiorentini; O próprio Filipe não deixou San Girolamo até 1583, e somente em virtude de uma liminar do papa que ele, como superior, deveria residir na casa principal de sua congregação. Ele foi inicialmente eleito por um período de três anos (como era comum nas sociedades modernas), mas em 1587 foi nomeado superior por toda a vida. Ele estava, no entanto, inteiramente livre de ambição pessoal e não desejava ser superior geral. sobre várias casas dependentes, então ele desejou que todas as congregações formadas em seu modelo fora de Roma fossem autônomas, governando a si mesmas e sem nenhuma provisão para Filipe manter o controle sobre qualquer nova fundação que eles mesmos pudessem fazer em outro lugar, um regulamento posteriormente formalmente confirmado por um resumo de Gregório XV em 1622.

## O Santo da Alegria

### Contato com o mundo

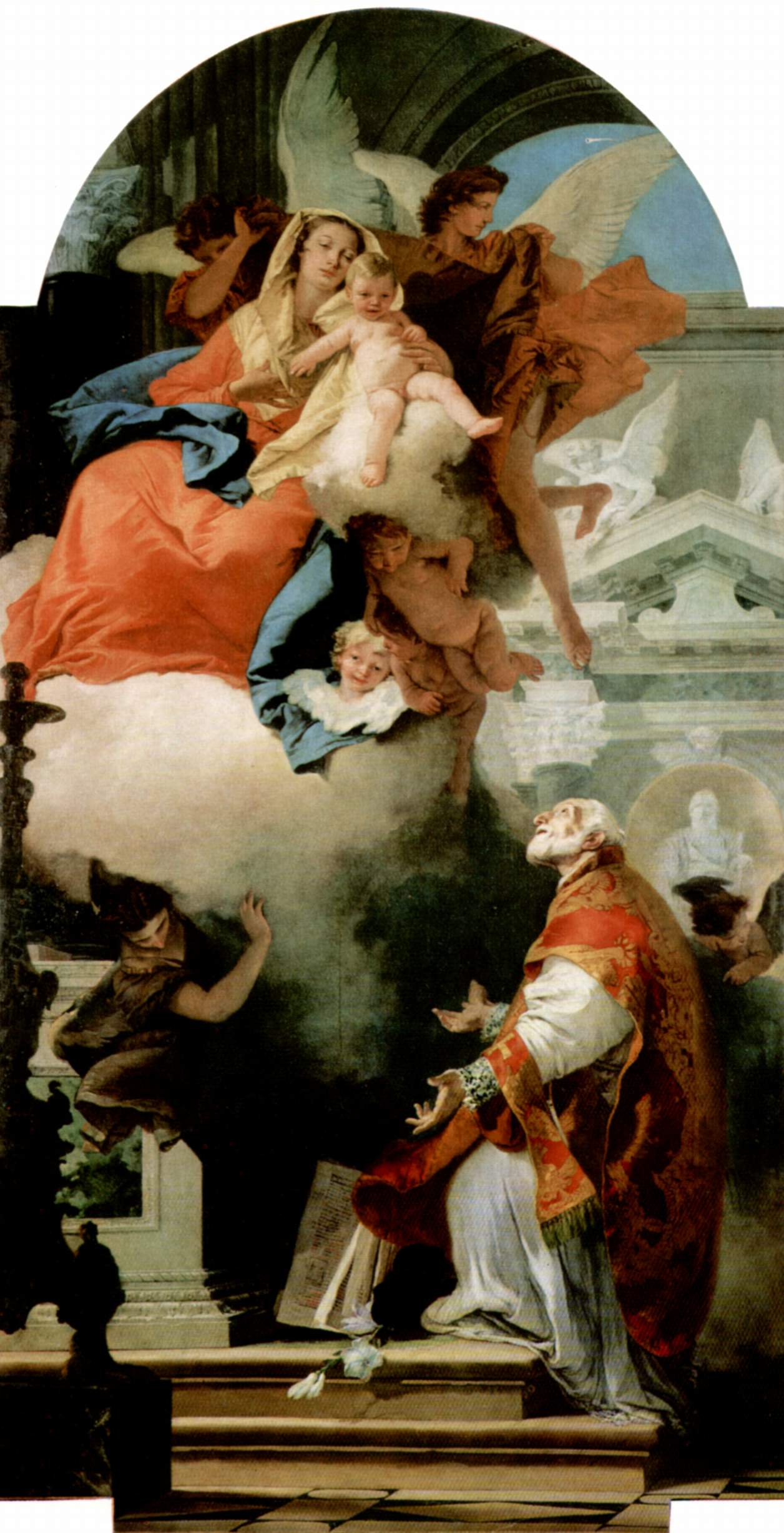
São Filipe Néri e a Virgem Maria, de Tiepolo.

Filipe foi sem dúvida um dos santos mais bizarros da história da Igreja, tanto que foi chamado de santo da alegria ou bobo da corte de Deus. Culto, criativo, ele adorava acompanhar seus discursos com uma pitada de bom humor. Ele confessou com a mesma discrição e a mesma boa natureza, tanto pobres quanto ricos, príncipes e cardeais, às vezes dando penitências um tanto bizarras, certas de que, depois de ter feito esse tolo, o penitente não tentaria mais cometer esse pecado. Há, por exemplo, uma boa anedota que conta como uma mulher, que tinha o hábito de falar sobre os outros, foi ordenada pelo santo a arrancar uma galinha morta na rua e depois recolher todas as penas levadas para longe. Quando perguntada por que, por parte da mulher, ela respondeu que era como sua boca ruim, suas palavras se espalharam por toda parte, mas elas não podiam mais ser reunidas. Ele se ofereceu a todos generosamente e acima de tudo com um bom sorriso, tanto que foi definido pelos contemporâneos como Pippo il Buono. Esta é a imagem que seus contemporâneos lhe dão, os homens que o conheceram pessoalmente.
Filipe Néri também adorava viver ao ar livre para se sentir mais em contato com Deus e suas criaturas. Ele adorava passar horas observando a paisagem romana no terraço de seu quartinho. Em San Girolamo, ele mantinha com ele um gatinho, um cachorro vermelho manchado de branco chamado pelo santo "Capriccio", que havia decidido não voltar para casa para morar no Oratorio di "Pippo il buono". O santo também possuía alguns passarinhos que vagavam pela cidade durante o dia; à noite, retornaram a Filipe, que cuidava deles e os alimentava, e pela manhã o acordaram com seu cântico.
Os ensinamentos de Filipe podem ser resumidos em quatro pontos: uma singular ternura para com os outros, a prevalência de mortificações espirituais, em particular mortificações contra a vaidade do corpo, alegria e bom humor para fortalecer as energias espirituais e psíquicas. e, finalmente, a simplicidade evangélica, da qual ele foi a primeira testemunha. Nas orações de seu oratório, Filipe Néri adorava fazer pequenos interlúdios cantados, de modo a tornar a leitura do evangelho mais agradável e, consequentemente, o encontro com Deus, ele próprio adorava cantar alguns sonetos escritos por ele. O Oratório também se tornou um laboratório musical, porque as laudes foram transformadas de monódicas em composições multi-voz acompanhadas por um instrumento musical. Apenas por sua sensibilidade estética particular derivada direta e indiretamente, como emerge de um estudo realizado por Francesco Danieli, uma nova maneira de abordar Deus arte em suas diversas tonalidades, e saltou nova ferramentas de catequese e pedagogia católica pós-tridentino.

### Dois amigos singulares

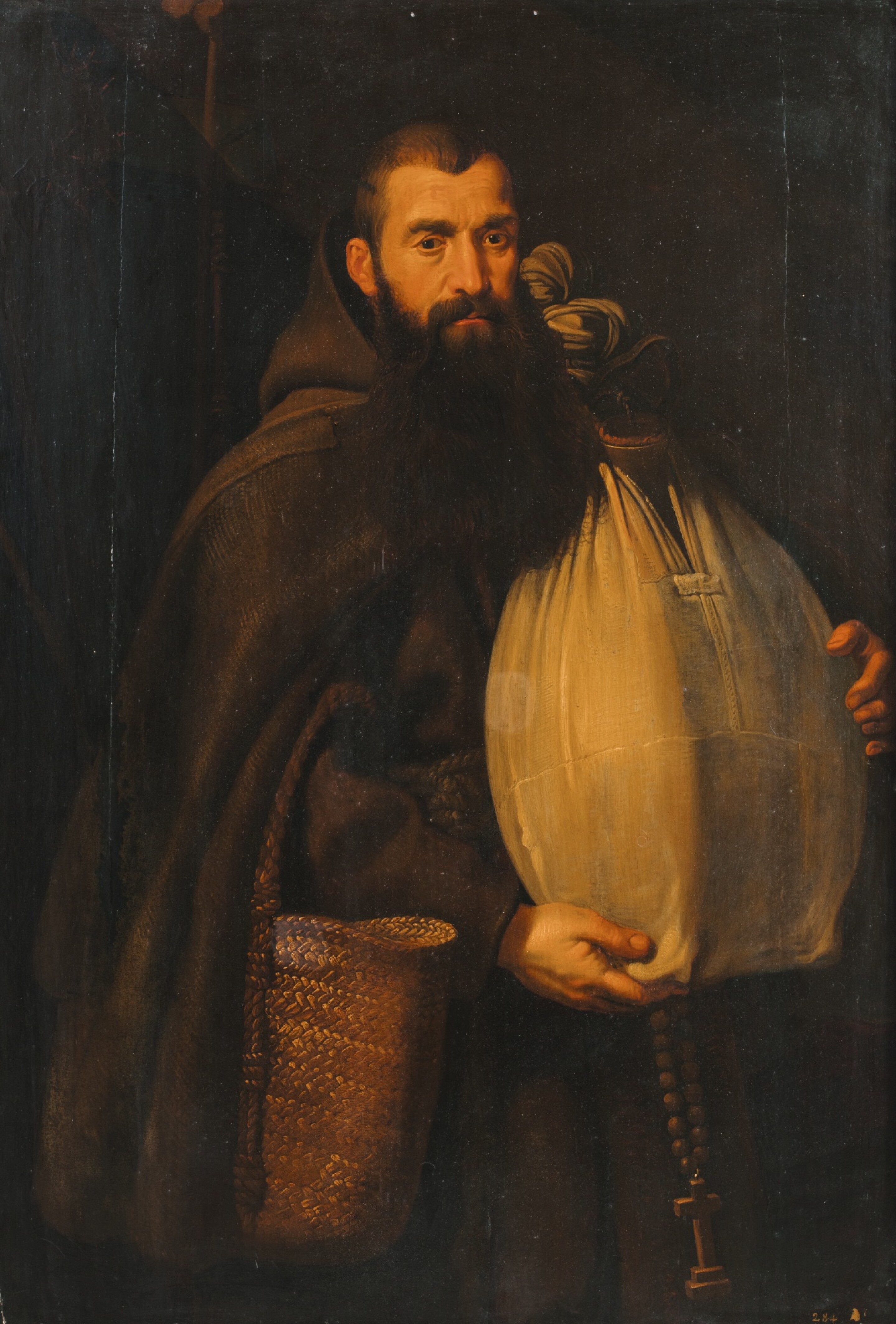
São Felice da Cantalice grande amigo de Filipe.

Nos anos em que Filipe viveu em Roma, outro santo singular e alegre como ele, Felice da Cantalice, frade capuchinho, cumpriu sua missão a serviço do Evangelho. Os capuchinhos aconteciam frequentemente na igreja de San Girolamo della Carità e depois na Chiesa Nuova onde ele costumava conhecer o oratoriano. Os dois brincaram, riram e cantaram juntos. Um dia, como testemunhas oculares nos dizem, eles se conheceram na Via del Pellegrino. Felice, que estava carregando uma garrafa de vinho, perguntou a Filipe se ele estava com sede, acrescentando provocativamente: "Agora vou ver se você está mortificado!" e entregou-lhe o balão. Filipe fez a piada e começou a beber entre os ruídos das pessoas que compareceram ao local. Mas, por sua vez, ele disse a Felice: "Agora vou ver se você está mortificado"; e tirando o chapéu, ele o jogou sobre o de Felice, dizendo para guardá-lo.
Filipe e Felice eram grandes amigos, ligados por uma estreita união espiritual, além de brincalhões. Temos um retrato muito fiel de São Félix de Cantalice, graças a São Filipe Neri que, um dia, quando seu irmão, seu amigo, o esperava em uma cadeira, pediu a um de seus fiéis, como Giuseppe de Cesari, para retratá-lo naquele momento extraordinário de tranquilidade e paz. Felice morreu em 30 de abril de 1587, oito anos antes de Filipe Néri, que, como mencionado acima, morreu em 1595.

### O milagre do príncipe Paulo
Filipe Néri costumava reunir em seu oratório não apenas os pobres filhos das ruas, mas também jovens de famílias ricas e até filhos de príncipes. Entre eles estava Paolo, de quatorze anos, filho do príncipe Fabricio, da família Massimo. Em 16 de março de 1583, o menino, após uma longa doença, morreu. O padre Filipe, que queria ajudá-lo nos últimos momentos, chegou tarde demais. Tudo o que ele pôde fazer foi se reunir em oração. Mas depois de alguns minutos, em meio ao espanto geral, sua voz soou no zumbido da sala: ele chamou o garoto como se quisesse acordá-lo do sono. Paolo abriu os olhos e começou a confiar no santo.
A certa altura, Filipe perguntou se ele havia morrido de bom grado; e ele respondeu que sim, porque alcançaria sua irmã e mãe no céu. "Então vá em paz …", exclamou o padre quando o menino fechou os olhos "[…] e seja abençoado e ore a Deus por mim"; então, como narram os testemunhos da época, relatados no processo de canonização do santo, Paolo "imediatamente retornou de novo para morrer".

## Caráter pessoal

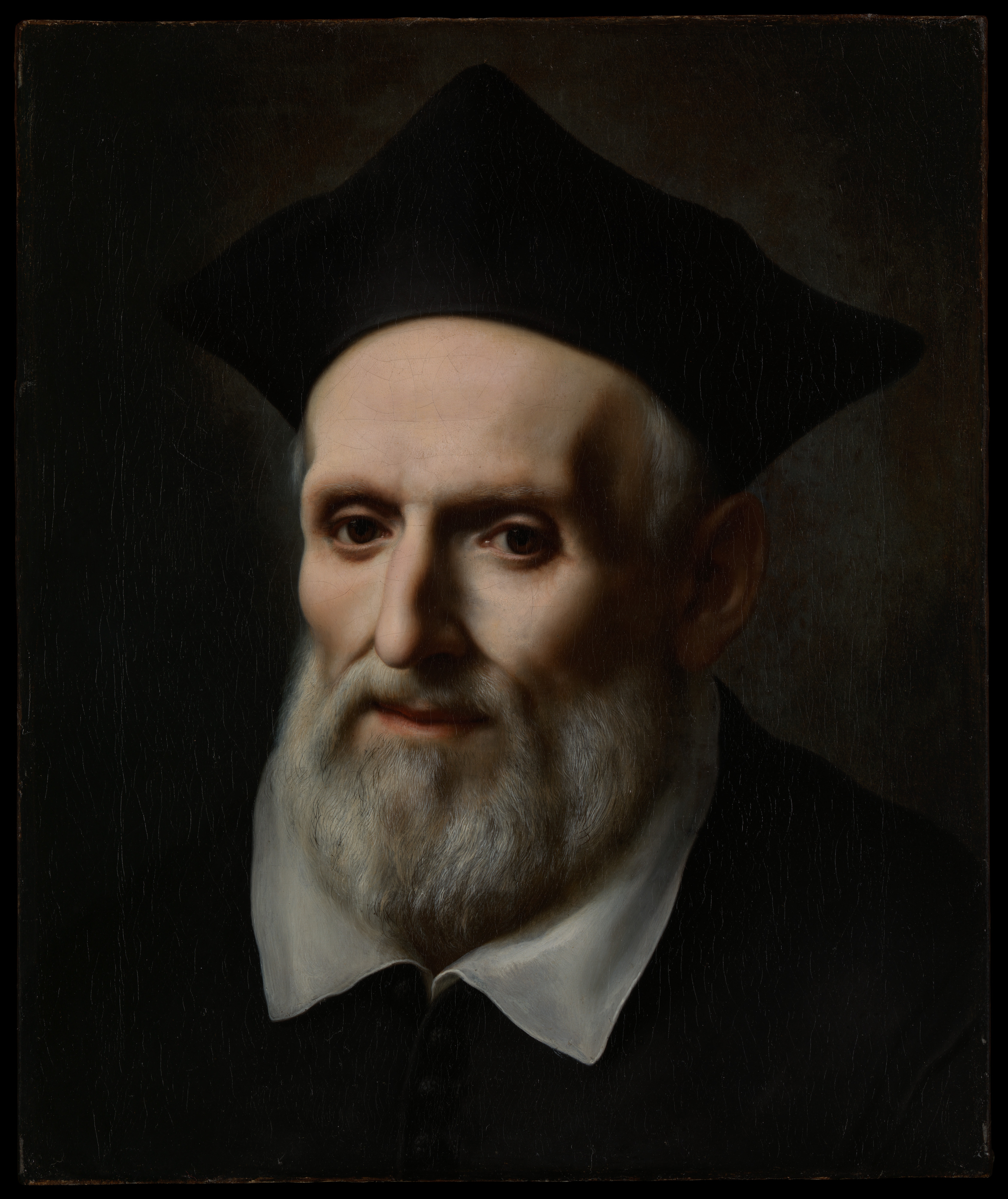
São Filipe Neri por Carlo Dolci, óleo sobre tela.

Filipe Néri incorporou uma série de contradições, combinando venerações populares com piedade intensamente individual. Ele se envolveu profundamente com a hierarquia da Igreja enquanto procurava reformar uma Roma corrupta e um clero indiferente.
Filipe possuía um senso de humor divertido, combinado com uma sagacidade astuta. Ele considerou um temperamento alegre mais cristão que melancólico e levou esse espírito por toda a vida: "Um coração alegre é mais facilmente aperfeiçoado do que um abatido". Esse era o segredo da popularidade de Neri e de seu lugar no folclore dos pobres romanos. Muitos milagres foram atribuídos a ele. Quando seu corpo foi examinado após a morte, constatou-se que duas costelas haviam sido quebradas, o que era atribuído à expansão de seu coração enquanto orava fervorosamente nas catacumbas por volta de 1545. Bento XIV, que reorganizou as regras de canonização, decidiu que o coração aumentado de Filipe foi causado por um aneurisma. Ponnelle e Bordet, em sua biografia de 1932, St. Philip Neri e a Sociedade Romana de Seus Tempos (1515-1595), concluem que era em parte natural e em parte sobrenatural. O certo é que o próprio Filipe e seus penitentes o associaram ao amor divino.
"Comodidade prática", diz Frederick William Faber em seu panegírico sobre Filipe, "foi a marca especial que distingue sua forma de piedade ascética dos tipos reconhecidos antes de seu dia. Ele se parecia com outros homens … Ele era enfaticamente um cavalheiro moderno, de cortesia escrupulosa, alegria esportiva, familiarizado com o que estava acontecendo no mundo, interessando-se realmente por ele, fornecendo e obtendo informações muito bem-vestidas, com um senso comum perspicaz sempre vivo sobre ele, em uma sala moderna com modernidade. Móveis, simples, é verdade, mas sem sinais de pobreza, em uma palavra, com toda a facilidade, a graciosidade, o polimento de um cavalheiro moderno de bom nascimento, realizações consideráveis e amplo conhecimento".
Consequentemente, Filipe estava pronto para atender às necessidades de sua época em uma extensão e de uma maneira que nem mesmo os versáteis jesuítas, que desejavam alistá-lo em sua companhia, eram rivais; e, embora fosse um padre italiano e chefe de uma nova ordem religiosa, sua genialidade era totalmente monástica e não meditativa, pregação frequente e popular, oração não convencional e devoção privada não sistematizada, embora fervorosa.
Filipe orou: "Deixe-me terminar hoje, e não terei medo amanhã".
Filipe não teve dificuldades em relação ao ensino de sua Igreja. Seu grande mérito foi o tato instintivo que lhe mostrou que o sistema de monasticismo nunca poderia ser o fermento da vida secular no mundo de seus dias, mas que algo mais caseiro, simples e cotidiano era necessário para os novos tempos que surgiam.

## Morte e veneração

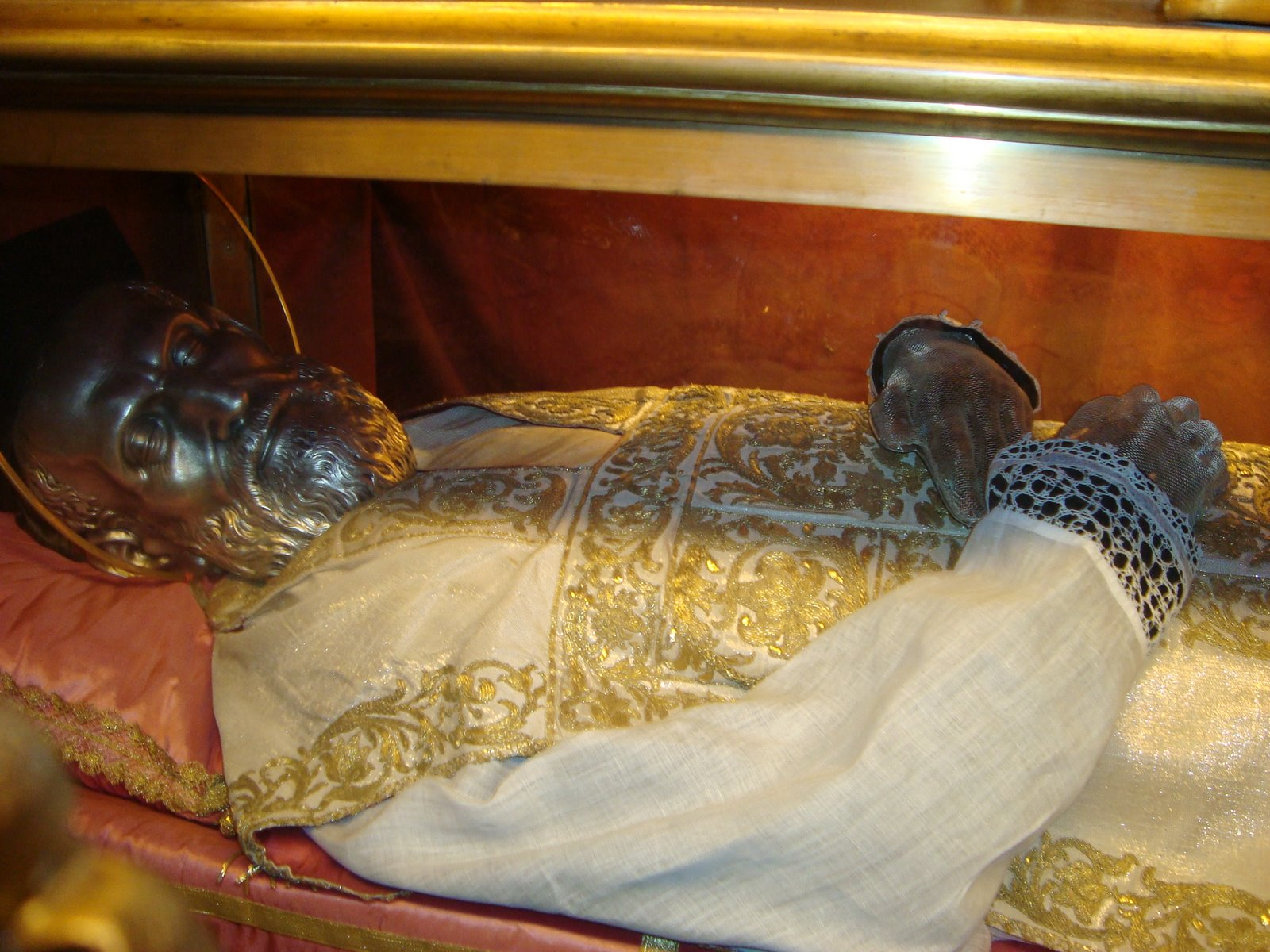
A efígie de Filipe em seu túmulo.

Filipe Néri morreu no final do dia, em 25 de maio de 1595, festa de Corpus Christi naquele ano, depois de passar o dia ouvindo confissões e recebendo visitantes. Por volta da meia-noite, ele começou a hemorragia e Barônio leu as preces de louvor sobre ele. Barônio pediu que abençoasse seus filhos espirituais antes de morrer e, embora não pudesse mais falar, os abençoou com o sinal da cruz e morreu.
Filipe Neri foi beatificado por Paulo V em 1615 e canonizado pelo Papa Gregório XV em 1622. Seu memorial é comemorado em 26 de maio. Seu corpo é venerado na Chiesa Nuova ("Nova Igreja") em Roma.
Filipe é uma das figuras influentes da Contrarreforma e é conhecido por converter em santidade pessoal muitas das pessoas influentes da própria Igreja.

## Beatificação e canonização
Os últimos anos de sua vida foram marcados pela alternância de enfermidades e recuperação. Em 12 de maio de 1595, o cardeal Barônio, que o havia sucedido como superior, administrou-lhe os últimos sacramentos. Morreu em 26 de maio, aos 79 anos.
Foi beatificado pelo Papa Paulo V em 1614 e canonizado pelo Papa Gregório XV em 1622. Sua festa é celebrada em 26 de maio.

## Congregação do Oratóriode São Filipe Néri
Em 1564, o Papa Pio IV pediu a Filipe Néri que assumisse a responsabilidade da Igreja de São João dos Florentinos. Foram então ordenados três de seus discípulos. Os religiosos viviam e oravam em comunidade sob a direção de Filipe Néri.
Filipe e seus colaboradores, com o beneplácito do Papa Gregório XIII, adquiriram em 1575 sua própria Igreja, Santa Maria in Vallicella, que estava quase em ruínas e era muito pequena, pelo que decidiu-se demoli-la e construir uma maior, a chamada "Igreja Nova".
O Papa aprovou formalmente a Congregação do Oratório. Era a única em que os sacerdotes, sendo seculares, viviam em comunidade, mas sem votos. Os membros mantinham suas propriedades, mas deveriam contribuir para as despesas da comunidade. Os que quisessem fazer votos estavam livres para deixar a Congregação e unir-se a uma ordem religiosa. O instituto tinha como fim a oração, a pregação e a administração dos sacramentos.
A aprovação formal e final dos estatutos da congregação ocorreu somente dezessete anos após a morte do fundador, em 1612.